# Completel
Completel est un opérateur de télécommunications français exclusivement destiné aux entreprises et aux organismes publics (business to business abrégé en B2B). Il est à son apogée le premier opérateur alternatif en fibre optique et le troisième opérateur fixe en France, possédant son propre réseau fibre optique ainsi que son propre réseau DSL dégroupé déployés au niveau national. Completel fournit alors également les autres opérateurs de télécommunications ayant des besoins en France métropolitaine. À partir de 2016, Completel utilise la marque SFR Business, le réseau est revendu à l'opérateur KOSC Telecom.

## Historique
En 1998, Completel est créée sur un modèle d'opérateur de boucle locale par trois Américains et construit rapidement des réseaux métropolitains en fibre optique, dans les villes de Lyon, Paris, Marseille, Lille, Nice, Toulouse, Grenoble et Nantes,.
Le 28 mars 2000, Completel fait une introduction en Bourse réussie, juste avant l'explosion de la bulle Internet.
En 2001, la société Completel acquiert Estel SA. En mauvaise situation financière due essentiellement à un développement raté en Allemagne et en Angleterre, une recapitalisation en 2002 a permis d'éponger une dette obligataire importante. En France, Completel poursuit ses investissements dans la fibre optique avec succès,.
Fin octobre 2006, le groupe Darty lance son offre ADSL triple play en utilisant le réseau dégroupé de la société Completel.
Le 30 août 2007 la société Altice B2B France dont les actionnaires sont Cinven et Altice qui détiennent déjà Numericable annonce son intention de racheter 55 % de la société Completel. À la suite de son offre publique d'achat, Altice B2B France détient, fin novembre 2007, 98,92 % du capital de Completel et 98,98 % des droits de vote. Lors d'une conférence de presse, Thierry Podolak, le nouveau directeur général a indiqué que les nouveaux actionnaires n'ont pas l'intention de fusionner Completel avec Numericable car « l'exploitation du réseau et les services associés sont totalement différents pour le grand public et les entreprises ».
En 2009, plusieurs manifestations de grévistes ont lieu sur le site de Champs-sur-Marne. Le 16 février 2009, Pierre Danon, PDG de Completel, craint une séquestration. Lors de sa fuite, son automobile percute un gréviste qui porte plainte sans qu'il y ait de suite judiciaire.
Le 30 mars 2009 Completel acquiert B3G, opérateur du Centrex IP. En novembre est annoncé le lancement de l’offre Completude Max, qui permet aux PME de bénéficier de la fibre optique au tarif du DSL.
En novembre 2010, Completel rachète Altitude Telecom, opérateur IP pour entreprises présent sur le Nord-Ouest de la France, devenant ainsi le troisième opérateur B2B en France.
Le 15 mars 2011, Completel inaugure son nouveau centre de données en Île-de-France, à Aubervilliers, qui dispose de 250 baies supplémentaires sur un espace dédié de 2 000 m2. Le 29 juin 2011, Completel lance ses premières offres Cloud Computing, les Packs C-Cloud
Le 17 octobre 2011, Completel et APX annoncent au cours du salon IP Convergence un partenariat pour une nouvelle offre d’infrastructure informatique en nuage, l’offre C-Cloud VM.
Le 14 décembre 2012 Completel annonce son soutien aux annonces relatives à la stratégie numérique pour le secteur de l’éducation présentées par le ministre de l’Éducation nationale et la ministre déléguée à l’Économie numérique.
Le 22 décembre 2015 L'Autorité de la concurrence valide la cession par Numéricable-SFR du réseau national Completel au consortium KOSC [source insuffisante].
En 2016, le site officiel de Completel redirige vers le site de SFR Business.

### Identité visuelle (logotype)

Logotype de Completel de 2007 à octobre 2009.
Logotype de Completel d'octobre 2009 à janvier 2014.
Logotype de Completel depuis janvier 2014.

## Réseau FTTO
Completel dispose du premier réseau « propriétaire » d’accès à internet à très haut débit en France, en cœur de réseau 100 Gbit/s, avec plus de 75 réseaux métropolitains couverts en fibre optique et un réseau DSL dégroupé de plus de 700 nœuds de raccordement d’abonnés (NRA).
Completel déploie son réseau de fibre optique dans toute la France pour proposer des solutions réseaux, sécurité, hébergement-Cloud et téléphonie-convergence.